# Sant Esteve de Palautordera
Sant Esteve de Palautordera è un comune spagnolo di 1 484 abitanti situato nella comunità autonoma della Catalogna.